# Spencer Cox
Spencer Cox (hay Spencer James Cox, sinh ngày 11 tháng 7 năm 1975) là một luật gia và chính trị gia người Mỹ. Ông hiện là Thống đốc thứ 18 và đương nhiệm của tiểu bang Utah kể từ năm 2021. Ông nguyên là Phó Thống đốc thứ tám của Utah từ năm 2013 đến năm 2021; Hạ nghị sĩ Hạ viện Utah năm 2013; Ủy viên Hội đồng quận Sanpete, Utah, Thị trưởng thành phố Fairview. Vào tháng 10 năm 2013, Thống đốc Gary Herbert đã chọn ông để thay thế Greg Bell làm Phó Thống đốc Utah, được bầu vào chức Phó Thống đốc với tư cách là người đồng hành của Gary Herbert vào năm 2016.
Spenver Cox là Đảng viên Đảng Cộng hòa, Tiến sĩ Luật, chính trị gia bảo thủ. Năm 2020, sau khi Thống đốc Gary Herbert quyết định nghỉ hưu, ông quyết định tranh cử, đã đánh bại cựu Thống đốc Jon Huntsman Jr., cựu Chủ tịch Đảng Cộng hòa Utah Thomas Wright, và cựu Chủ tịch Hạ viện Utah Greg Hughes trong cuộc bầu cử sơ bộ và tiếp tục đánh bại ứng cử viên Đảng Dân chủ Chris Peterson trong cuộc tổng tuyển cử.

## Xuất thân và giáo dục
Spencer Cox sinh ra ở thành phố Mount Pleasant, quận Sanpete, Utah, Hoa Kỳ, tên khai sinh là Spencer James Cox. Ông lớn lên ở thành phố Fairview, Utah, tốt nghiệp Trường Trung học North Sanpete. Ông đăng ký học tại trường Snow College và hoàn thành truyền giáo tình nguyện đến Mexico cho Giáo hội các Thánh hữu Ngày sau của Chúa Jesus Kitô khi còn là sinh viên. Sau khi tốt nghiệp với bằng cao đẳng, ông theo học Đại học Bang Utah (USU), nhận bằng Cử nhân Khoa học chính trị. Tại USU, ông được vinh danh là Sinh viên của năm và tốt nghiệp với điểm trung bình GPA 4.0. Sau đó, ông được nhận vào Trường Luật Harvard nhưng không nhập học, thay vào đó ông đăng ký vào Trường Luật của Đại học Washington và Lee ở Lexington, Virginia, rồi trở thành Tiến sĩ Luật.

## Sự nghiệp

### Thời kỳ đầu

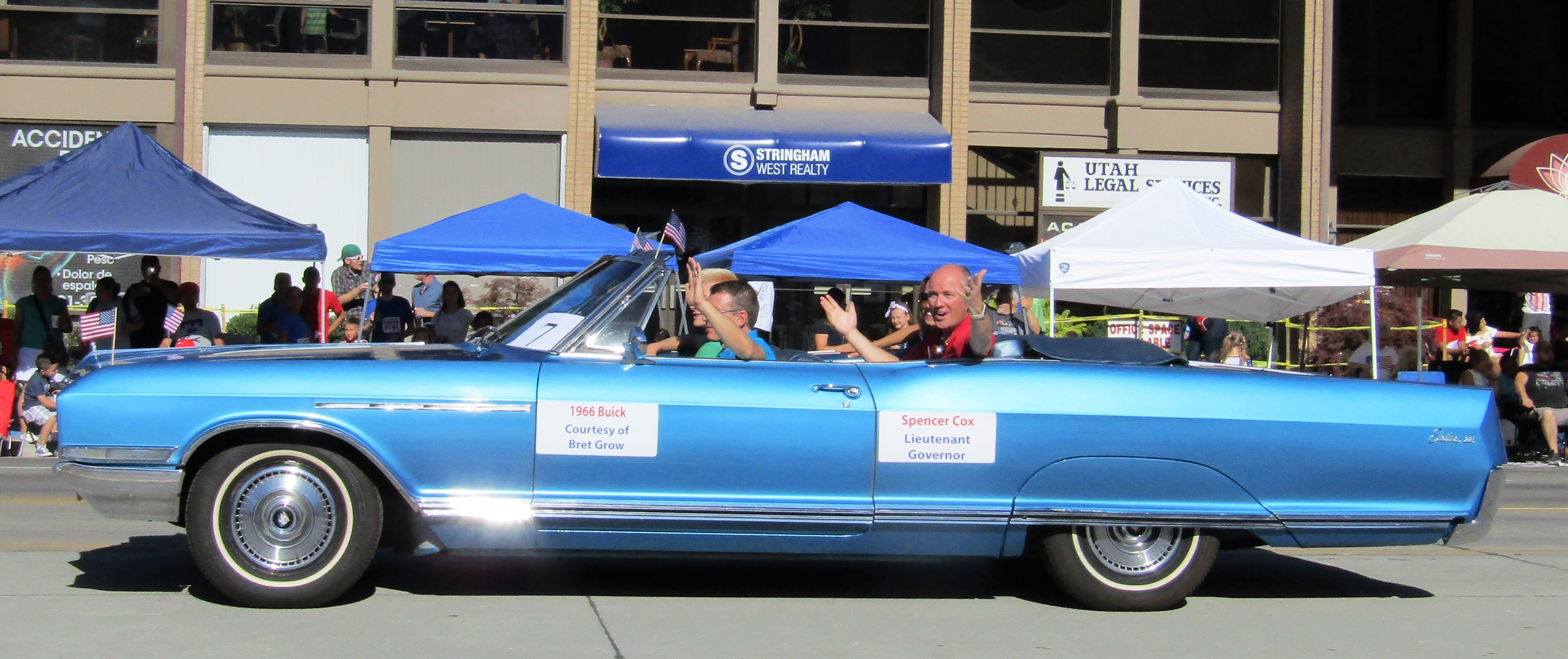
Spencer Cox năm 2018.

Sau khi tốt nghiệp ngành luật, Spencer Cox làm thư ký cho Thẩm phán Ted Stewart của Tòa án liên banngaps quận Hoa Kỳ cho quận Utah. Sau vai trò thư ký của mình, ông gia nhập hãng Fabian & Clendenin, một công ty luật ở thành phố Salt Lake. Sau đó, ông trở về vùng nông thôn Utah và trở thành Phó Chủ tịch của CentraCom, một công ty viễn thông. Spencer Cox được bầu làm Ủy viên Hội đồng thành phố Fairview, Utah vào năm 2004, và làm Thị trưởng Fairview trong năm tiếp theo. Năm 2008, ông được bầu làm Ủy viên quận Sanpete. Ông tham gia tranh cử và được bầu vào Hạ viện Utah vào năm 2012, và trở thành thành viên đầu tiên kêu gọi luận tội John Swallow, Tổng Chưởng lý của Utah, vì vi phạm luật quản lý tài chính chiến dịch. Spencer Cox và Phó Thống đốc Greg Bell từng là Đồng Chủ tịch của Ban Đối tác Nông thôn của Thống đốc Gary Herbert.

### Phó Thống đốc Utah

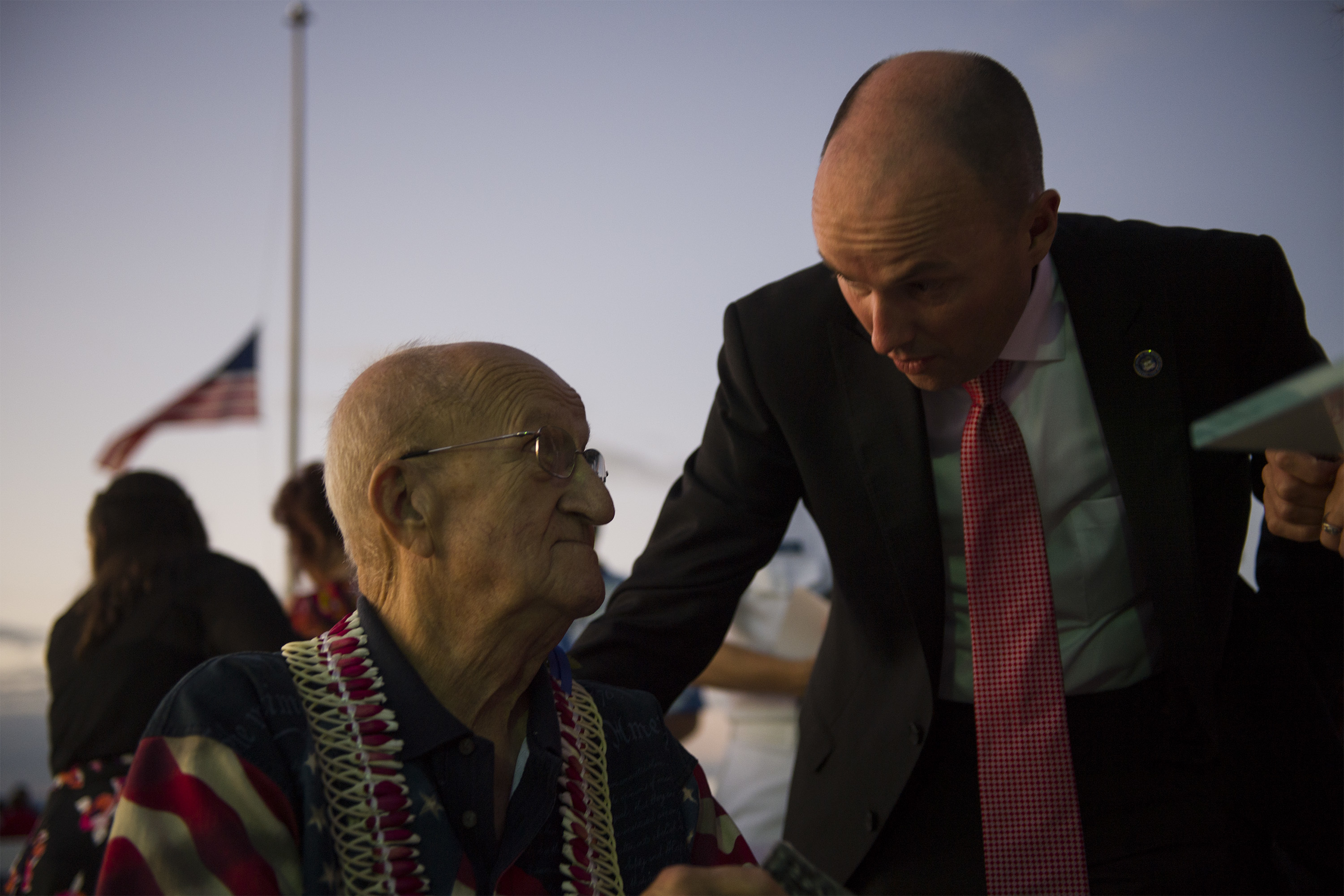
Phó Thống đốc Spencer Cox và Master Chief Jim Taylor.

Vào tháng 10 năm 2013, Gary Herbert đã chọn Spencer Cox để kế nhiệm Greg Bell làm Phó Thống đốc sau khi Greg Bell từ chức. Đề cử của ông đã được Ủy ban Xác nhận Hoạt động Chính phủ của Thượng viện Utah nhất trí vào ngày 15 tháng 10. Ngày hôm sau, ông được toàn thể Thượng viện Utah nhất trí và tuyên thệ nhậm chức. Với tư cách là Phó Thống đốc, văn phòng của Spencer Cox đã đưa ra một báo cáo về lợi ích tài chính của John Swallow, chứng minh rằng Tổng Chưởng lý đã không tiết lộ chính xác tất cả thu nhập và lợi ích kinh doanh của mình. John Swallow đã từ chức trước khi phát hành báo cáo. Năm 2016, Spencer Cox được bầu làm Phó Thống đốc, là người đồng hành của Gary Herbert.
Vào tháng 10 năm 2015, Spencer Cox đã tán thành Marco Rubio cho sự đề cử của Đảng Cộng hòa trong cuộc bầu cử Tổng thống năm 2016. Sau khi Rubio rút lui, Cox ủng hộ Ted Cruz vào tháng 3 năm 2016. Về Donald Trump, người về nhì, Spencer Cox nói rằng ông không ủng hộ Donald Trump nếu ông giành được sự đề cử của Đảng Cộng hòa, khôg bỏ phiếu cho Hillary Clinton, và cũng sẽ không bỏ phiếu cho Donald Trump. Vào ngày 13 tháng 6 năm 2016, Spencer Cox phát biểu trong một buổi cầu nguyện ở thành phố Salt Lake để vinh danh những người đã chết trong vụ xả súng ở hộp đêm Orlando một ngày trước đó. Ông khiến nhiều người bất ngờ khi xin lỗi vì đã không ủng hộ cộng đồng người đồng tính nam, đồng tính nữ, song tính và chuyển giới.

### Thống đốc Utah
Vào ngày 14 tháng 5 năm 2019, sau khi Chính phủ Herbert thông báo rằng ông sẽ không tái tranh cử vào năm sau, Spencer Cox tuyên bố ý định tìm kiếm sự đề cử của Đảng Cộng hòa cho chức Thống đốc của Utah vào năm 2020. Spencer Cox đã giành chiến thắng trong cuộc bầu cử sơ bộ của Đảng Cộng hòa với 36,4% số phiếu bầu, trong khi cựu Thống đốc Jon Huntsman Jr nhận được 34,6%. Ông đã đánh bại Chris Peterson, ứng cử viên của Đảng Dân chủ trong cuộc tổng tuyển cử vào tháng 11. Ông tuyên thệ nhậm chức Thống đốc Utah vào ngày 4 tháng 1 năm 2021. Khác với truyền thống, lễ tuyên thệ của ông được tổ chức tại Trung tâm Nghệ thuật Tuacahn ở Ivins, Utah, một thị trấn nhỏ ở quận Washington. Mục đích đã nêu của động thái này là bày tỏ mong muốn của ông để trở thành Thống đốc của toàn bang thay vì tập trung vào khu vực Wasatch Front, trung tâm tiểu bang.

## Lịch sử tranh cử
| Tổng tuyển cử Utah 2016 | Tổng tuyển cử Utah 2016 | Tổng tuyển cử Utah 2016                | Tổng tuyển cử Utah 2016 | Tổng tuyển cử Utah 2016 | Tổng tuyển cử Utah 2016 |
| Đảng                    | Đảng                    | Ứng cử viên                            | Số phiếu                | %                       | ±                       |
| ----------------------- | ----------------------- | -------------------------------------- | ----------------------- | ----------------------- | ----------------------- |
|                         | Cộng hòa                | Gary Herbert/Spencer Cox (đương nhiệm) | 750.850                 | 66,74%                  | -1.67%                  |
|                         | Dân chủ                 | Mike Weinholtz/Kim Bowman              | 323.349                 | 28,74%                  | +1.16%                  |
|                         | Tự do                   | Brian Kamerath/Barry Short             | 34.827                  | 3,10%                   | +0.85%                  |
|                         | Độc lập                 | Superdell Schanze/Gregory Duerden      | 15.912                  | 1,41%                   | N/A                     |
|                         | Độc lập                 | L.S. Brown (write-in)                  | 97                      | 0.01%                   | N/A                     |
| Tổng số phiếu           | Tổng số phiếu           | Tổng số phiếu                          | 1.125.035               | 100.0%                  | N/A                     |
|                         | Cộng hòa Giữ ghế        |                                        |                         |                         |                         |

| Đảng          | Đảng          | Thành viên       | Phiếu bầu | %       |
| ------------- | ------------- | ---------------- | --------- | ------- |
|               | Cộng hòa      | Spencer Cox      | 190,565   | 36,15%  |
|               | Cộng hòa      | Jon Huntsman Jr. | 184,246   | 34.95%  |
|               | Cộng hòa      | Greg Hughes      | 110,835   | 21.02%  |
|               | Cộng hòa      | Thomas Wright    | 41,532    | 7,88%   |
| Tổng số phiếu | Tổng số phiếu | Tổng số phiếu    | 527,178   | 100.00% |

| Tổng tuyển cử Thống đốc Utah 2020 | Tổng tuyển cử Thống đốc Utah 2020 | Tổng tuyển cử Thống đốc Utah 2020 | Tổng tuyển cử Thống đốc Utah 2020 | Tổng tuyển cử Thống đốc Utah 2020 | Tổng tuyển cử Thống đốc Utah 2020 |
| Đảng                              | Đảng                              | Ứng cử viên                       | Số phiếu                          | %                                 | ±                                 |
| --------------------------------- | --------------------------------- | --------------------------------- | --------------------------------- | --------------------------------- | --------------------------------- |
|                                   | Cộng hòa                          | Spencer Cox                       | 918.754                           | 62,98%                            | -3,76%                            |
|                                   | Dân chủ                           | Christopher Peterson              | 442.754                           | 30,35%                            | +1,61%                            |
|                                   | Tự do                             | Daniel Cottam                     | 51,393                            | 3.52%                             | +0.42%                            |
|                                   | Độc lập                           | Gregory Duerden                   | 25,810                            | 1.77%                             | +0.36%                            |
| Tổng số phiếu                     | Tổng số phiếu                     | Tổng số phiếu                     | 1.458.878                         | 100.00%                           |                                   |
|                                   | Cộng hòa Giữ ghế                  |                                   |                                   |                                   |                                   |

## Đời tư
Spencer Cox là con cả trong gia đình có tám người con và lớn lên trong một trang trại ở Fairview. Ông kết hôn với Abby Palmer trong những năm đi học đại học, hai người yêu nhau từ thời trung học, trong trung học và cao đẳng cùng nhau, đều tốt nghiệp trường Snow College. Vợ chồng có bốn người con, và sống trong trang trại của gia đình họ ở Fairview. Bố của ông là Eddie Cox, nguyên phục vụ trong Ủy ban Giao thông vận tải Utah và cũng là Ủy viên quận Sanpete. Về sở thích cá nhân, Specer Cox chơi guitar bass trong một ban nhạc garage rock. Anh rể của ông, Travis Osmond, con trai của Merrill Osmond, đã dạy ông cách chơi bass. Dân biểu Tiểu bang Mike McKell cũng là anh rể của ông. Người anh em họ thứ tư của ông là Jon Cox đã kế nhiệm ông trong Hạ viện Utah.